# Marija Schuwalowa
Marija Schuwalowa (* 22. Dezember 2006) ist eine kasachische Leichtathletin, die sich auf den Sprint spezialisiert hat.

## Sportliche Laufbahn
Erste Erfahrungen bei internationalen Meisterschaften sammelte Marija Schuwalowa im Jahr 2022, als sie bei den U18-Asienmeisterschaften in Kuwait in 12,40 s den siebten Platz im 100-Meter-Lauf belegte und in 25,07 s auf Rang sechs über 200 Meter gelangte. Zudem wurde sie mit der kasachischen Sprintstaffel (1000 Meter) in 2:18,16 min Vierte. Im Jahr darauf klassierte sie sich bei den U18-Asienmeisterschaften in Taschkent mit 24,86 s auf dem vierten Platz im 200-Meter-Lauf und schied über 100 Meter mit 12,88 s im Vorlauf aus. Zudem gewann sie mit der Staffel in 2:12,39 min die Silbermedaille. Anschließend kam sie bei den U20-Asienmeisterschaften in Yecheon mit 25,16 s nicht über die Vorrunde über 200 Meter hinaus und gewann mit der 4-mal-400-Meter-Staffel in 3:46,19 min die Silbermedaille und belegte in der 4-mal-100-Meter-Staffel in 47,49 s den sechsten Platz. 2024 verpasste sie bei den Hallenasienmeisterschaften in Teheran mit 58,32 s den Finaleinzug über 400 Meter und siegte in 3:41,08 min in der 4-mal-400-Meter-Staffel. Ende April gewann sie bei den U20-Asienmeisterschaften in Dubai in 55,99 s die Bronzemedaille über 400 Meter und gewann mit der Staffel in 3:45,71 min die Silbermedaille. Zudem belegte sie in der Mixed-Staffel in 3:28,24 min den vierten Platz.
2022 wurde Schuwalowa kasachische Meisterin in der Mixed-Staffel über 4-mal 400 Meter und 2023 und wurde sie Hallenmeisterin in der 4-mal-200-Meter-Staffel sowie 2024 über 400 Meter.

## Persönliche Bestzeiten
- 100 Meter: 12,24 s (+1,4 m/s), 13. Oktober 2022 in Kuwait
  - 60 Meter (Halle): 7,81 s, 23. Januar 2023 in Astana
- 200 Meter: 24,86 s (+0,4 m/s), 30. April 2023 in Taschkent
  - 200 Meter (Halle): 25,00 s, 11. Januar 2023 in Astana
- 400 Meter: 55,99 s, 25. April 2024 in Dubai
  - 400 Meter (Halle): 56,14 s, 7. Januar 2024 in Astana